# Walter Schürmeyer
Walter Schürmeyer (* 4. Oktober 1889 in Krefeld; † 17. Juli 1976 in Königswinter) war ein deutscher Bibliothekar und Kunsthistoriker.
Schürmeyer studierte Kunstgeschichte, Philosophie und Geschichte in Heidelberg, München, Oxford, Berlin und Marburg. Er arbeitete 1913 als Assistent im Reiffmuseum in Aachen. 1914 promovierte er über Das Kardinalskollegium unter Pius II. an der Universität Marburg.
Später wurde er Direktor der Bibliothek für Kunst und Technik in Frankfurt. Von 1948 bis 1951 war er Vorsitzender der Deutschen Gesellschaft für Dokumentation (DGD). Neben seiner bibliothekarischen und dokumentarischen Tätigkeit beschäftigte er sich mit Holz- und Linolschnitten.
Schürmeyers Eltern waren Anna Schürmeyer (geb. Schorlemmer) und der Realgymnasialprofessor Franz Schürmeyer.

## Werke (Auswahl)
- Walter Schürmeyer: Aufgaben und Methoden der Dokumentation. In: Von der systematischen Bibliographie zur Dokumentation. 1978, S. 385–397.
- Walter Schürmeyer: Holzschnitt und Linolschnitt: Eine Einführung in die Techniken für Künstler und Laien. 6., durchges. u. erw. Auflage. O. Maier, Ravensburg 1959, S. 118.
- Walter Schürmeyer: Der Begriff der Dokumentation: Referat auf der 5. Jahresversammlung in Goslar am 6. November 1953. Frankfurt/M. 1953, S. 3.
- Walter Schürmeyer (Hrsg.): Bibliotheksräume aus fünf Jahrhunderten: Aus Anlass des fünfzigjährigen Bestehens der Kunstgewerbe-Bibliothek zu Frankfurt am Main. Englert und Schlosser, Frankfurt a. M. 1929, S. 48.
- Walter Schürmeyer: Hieronymus Bosch: Mit einer Auswahl seiner Werke. Piper, München 1923, S. 57.